# Ceceo und Seseo

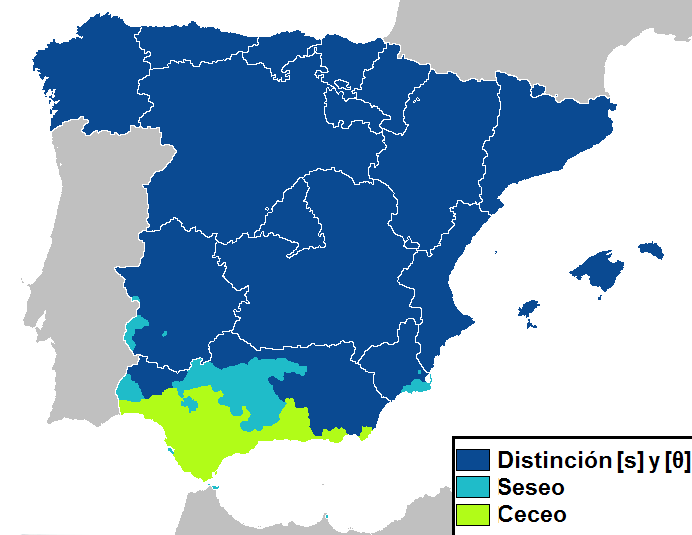
Spanien: Verteilung von Ceceo, Seseo und Distinción (Unterscheidung von und in der Aussprache)

Ceceo und Seseo sind zwei konkurrierende Varianten der Artikulation von Sibilanten (stimmlosen s-Lauten) in der Aussprache der spanischen Sprache. Die in der Standardvarietät als stimmloser alveolarer Frikativ [s] beziehungsweise stimmloser dentaler Frikativ [θ] artikulierten Phoneme /s/ und /θ/ fallen beim Ceceo zu einem gemeinsamen Phonem /θ/ zusammen, beim Seseo zum /s/.

## Grundsätzliches
Im Allgemeinen werden im kontinentalen Spanischen die Grapheme ⟨s⟩ auf der einen und ⟨z⟩ bzw. ⟨c⟩ auf der anderen Seite unterschiedlich ausgesprochen: das ⟨s⟩ als /s/ und das ⟨z⟩ – wie auch das ⟨c⟩ vor ⟨e⟩ und vor ⟨i⟩ – als /θ/.
Im Ceceo werden alle diese Laute einheitlich als /θ/ ausgesprochen (ähnlich dem stimmlosen englischen th-Laut); im Seseo werden sie dagegen einheitlich als /s/ gesprochen.
Gemein ist den Phänomenen Ceceo und Seseo, dass die Unterscheidbarkeit von Minimalpaaren wie ⟨casa⟩ (deutsch „Haus“) und ⟨caza⟩ („Jagd“) entfällt. Vereinfacht ausgedrückt kann bei Sprechern, die den Ceceo oder den Seseo benutzen, nicht festgestellt werden, ob der Sprecher „Haus“ (casa) oder „Jagd“ (caza) sagt.
Beide Phänomene sind sowohl in Spanien als auch in Lateinamerika anzutreffen. Während der Seseo als lateinamerikanische Standardaussprache gelten kann und in ganz Hispanoamerika dominiert, sind in Spanien neben der kontinentalen Standardaussprache, die als Distinción („Unterscheidung“) bezeichnet wird und die beiden Laute differenziert, im Süden vorwiegend Seseo und Ceceo verbreitet. Auftreten und Verteilung des Phänomens werden historisch mit der so genannten kastilischen Desonorisierung in Verbindung gebracht, einem Lautwandel bei den Sibilanten des Spanischen, der sich etwa zur gleichen Zeit wie die Kolonisierung Amerikas vollzog und in deren Verlauf die Unterscheidung zwischen stimmhaften und stimmlosen Phonemen dieser Lautgruppe im kastilischen Sprachgebiet etwa bis zum 17. Jahrhundert generell verschwand.
Während der Seseo als urbane Aussprachevariante des spanischen Südens akzeptiert ist, haftet dem stärker ländlich-rural empfundenen Ceceo in Spanien „seit jeher ein Makel des Rustikalen und Vulgären an“ (Hugo Kubarth).

## Ceceo

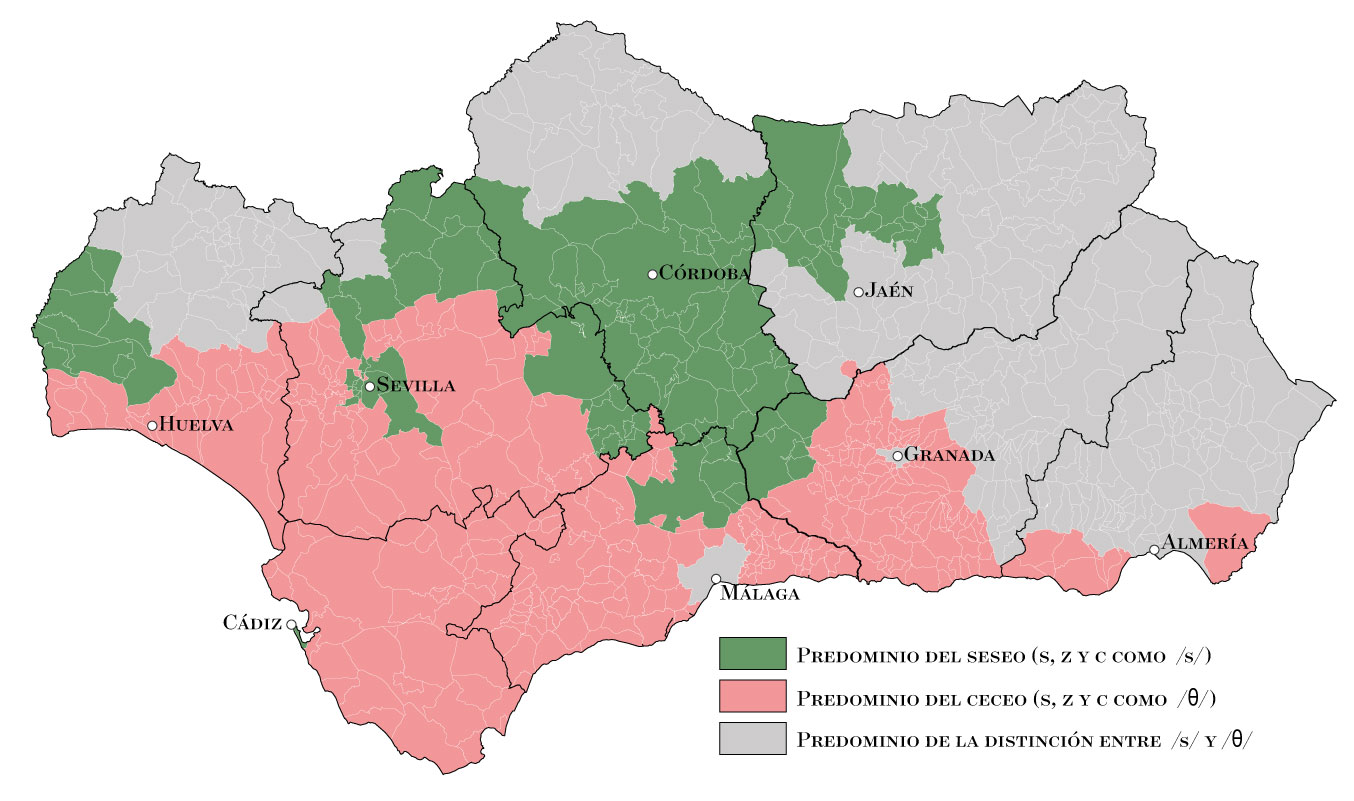
Dominanz von Ceceo (rot) und Seseo (grün) in Andalusien (in farblich nicht gekennzeichneten Gebieten dominiert die Distinción)

Der Ceceo (Phonemkollision zugunsten des /θ/) wird dem andalusischen Dialekt zugeordnet und ist in umschriebenen Gegenden vor allem des südlichen Andalusiens anzutreffen, die man auch als zona ceceante bezeichnet. Dazu gehören ein breiter Streifen entlang der Südküste Spaniens von Huelva bis knapp vor Almería und die ländlichen Gebiete der Provinz Sevilla (ohne die Stadt Sevilla, wo der urbane Seseo herrscht).
Auch in Lateinamerika finden sich vereinzelte Ceceo-Regionen in Puerto Rico, Kolumbien, Zentralamerika und Argentinien sowie eventuell Chile.

## Seseo
Der Seseo (Phonemkollision zugunsten des /s/) herrscht im Zentrum Andalusiens und in Teilen der Extremadura sowie in den meisten südspanischen urbanen Zentren vor, außerdem auf den Kanarischen Inseln und in sämtlichen lateinamerikanischen Varietäten der spanischen Sprache. Deswegen wird der Seseo bisweilen als „panatlantisches Phänomen“ beschrieben, das die aus Südspanien stammenden Sprachvarietäten beiderseits des Ozeans verbindet und ihren gemeinsamen Ursprung dokumentiert.
Historisch gilt der städtische Dialekt von Sevilla (mitsamt Seseo) gemeinhin als eine der Hauptquellen für das in Lateinamerika und auf den Kanaren gesprochene Spanisch. Allerdings wird diese Hypothese von manchen Forschern als zu spekulativ betrachtet und anhand der erhaltenen Schreiberzeugnisse eher eine über Andalusien hinausgehende, weitere Verbreitung des Seseo im Spanischen des 16. Jahrhunderts vermutet, so dass die gängige Lehrmeinung, wonach sich in Lateinamerika der andalusische Dialekt verbreitet habe, nicht vollkommen gesichert erscheint. Bereits Amado Alonso bestritt den andalusischen Ursprung des lateinamerikanischen Seseo und hielt (wie ähnlich auch Rafael Lapesa) eine eigenständige Weiterentwicklung der Aussprache in den Überseegebieten parallel zum Mutterland für wahrscheinlicher; dagegen haben andere Forscher die historische Anbindung des Seseo an Sevilla vehement verteidigt.
Auf dem spanischen Festland treten auch außerhalb Andalusiens und der Extremadura Varianten des Seseo auf, die sich allerdings in der Artikulation vom andalusisch-extremenischen Seseo unterscheiden: Der baskische und der valencianische Seseo gelten als apikoalveolar (Zungenspitze am oberen Zahndamm, klingt leicht gelispelt und ähnelt daher stärker dem Ceceo), während der südspanische Seseo als prädorsal (am Vorderzungenrücken artikuliert) beschrieben wird.

## Weiterführende Literatur
- Jens Lüdtke: Nebrija und die Schreiber: ceceo/seseo in der frühen Expansion des überseeischen Spanisch. In: Hans Helmut Christmann, Richard Baum: Lingua et traditio: Geschichte der Sprachwissenschaft und der neueren Philologien: Festschrift für Hans Helmut Christmann zum 65. Geburtstag. Gunter Narr Verlag, Tübingen 1994, ISBN 3-8233-4137-5, S. 29–41 (Vorschau in der Google-Buchsuche).